# Nacesławice
Nacesławice – wieś w Polsce położona w województwie łódzkim, w powiecie sieradzkim, w gminie Błaszki.
W latach 1975–1998 miejscowość administracyjnie należała do województwa sieradzkiego.
Dawniej wieś szlachecka. Po istniejącym niegdyś założeniu dworskim, w otoczeniu zaniedbanego parku, została ruina dworu zbudowanego na pocz. XX w. przez Sucharskich, później w posiadaniu Sokolnickich. Na południe od wsi – ruina wiatraka sprowadzonego tu ok. 1916–1917 r. spod Sieradza.